# Teofil Indianul
Teofil Indianul sau Teofil Etiopianul (n. secolul al IV-lea d.Hr. – d. 364 d.Hr.) a fost un episcop, misionar și susținător activ al arianismului. Decedat în anul 364, a fost unul dintre cele mai importante personalități creștine ale acelei perioade.

## Viață
Teofil s-a născut în Insulele Maldive din Oceanul Indian, din această cauză căpătând porecla de Indianul. În tinerețe a fost luat ostatic de către pirați și dus în Imperiul Roman. Ajuns la Constantinopol, l-a întâlnit pe episcopul Eusebiu de Nicomidia, susținător al ereziei ariene, care l-a botezat creștin și l-a făcut diacon. A fost exilat temporar în timpul împăratului Constanțiu al II-lea din cauza faptului că împăratul l-a crezut implicat într-o revoltă a generalului Gallus. După o perioadă de timp, Teofil a revenit la Constantinopol unde a devenit prieten apropiat cu împăratul, de asemenea susținător al arianismului. În anul 354, Constanțiu al II-lea decide să îl trimită pe acesta în fruntea unei misiuni de evanghelizare în Asia de Sud. După ce îl anunță pe împărat de succesul misiunii sale spunând despre bucuria indienilor la auzul Evangheliei, este numit episcop și pleacă apoi într-o nouă misiune în Arabia de sud-vest. Acolo va converti numeroși himaryți la creștinism și va construi trei biserici. Doi ani mai târziu, în anul 356, Constanțiu îi trimite regelui Ezana al Etiopiei, proaspăt convertit la creștinism, o scrisoare prin care îi propune numirea lui Teofil ca episcop de Axum în locul lui Frumentie, inamic înverșunat al ereziei ariene. Cererea împăratului este respinsă de către etiopienii ortodocșii.
Renumit pentru abilitățile sale de vindecător, Teofil se întoarce în capitală pentru a o trata pe împărăteasa Eusebia, soția lui Constanțiu. Cu toate acestea, efectul este temporar, împărăteasa decedând în anul 360. Învinuit de sprijinirea lui Aëtius, fondatorul Anomoeanismului, o formă radicală de arianism cu care Constanțiu al II-lea nu era de acord, Teofil a fost exilat din nou, murind în exil în anul 364.